# 최창호 (1972년)
최창호(崔彰鎬, 1972년 5월 19일 ~ )은 대한민국의 제8대 전라북도 군산시의원이다.

## 학력
- 군산남국민학교 졸업
- 군산중학교 졸업
- 군산고등학교 졸업
- 호원대학교 건축공학 졸업
- 전북대학교 무역학과 박사과정 1학년 재학중

## 경력
- 전북테크노파크 전북디자인센터 심사위원
- 군산시 소상공인협회 자문위원
- 군산시 장애인 체육회 이사
- 군산시 축구협회 이사
- (사)한국기술개발협회 전문위원
- R&D 지도사
- (주)에이치앤에스파트너스 감사
- 한국기술개발협회 전문위원
- 민주평화통일자문회의 군산시 협의회 위원
- 더불어민주당 전북도당 군산시 중소기업 R&D지원 특별위원장
- 더불어민주당 정책위원회 부의장
- 2020.04 ~ 2022.06 제8대 전라북도 군산시의회 의원
- 2020.04 ~ 2020.07 제8대 전라북도 군산시의회 전반기 행정복지위원회 위원
- 2020.07 ~ 2022.06 제8대 전라북도 군산시의회 후반기 경제건설위원회 위원
- 2020.07 ~ 2022.06 제8대 전라북도 군산시의회 후반기 예산결산특별위원회 부위원장

## 역대 선거 결과
|  | 41.36% |

|  | 19.58% |